# Delicias (Chihuahua)

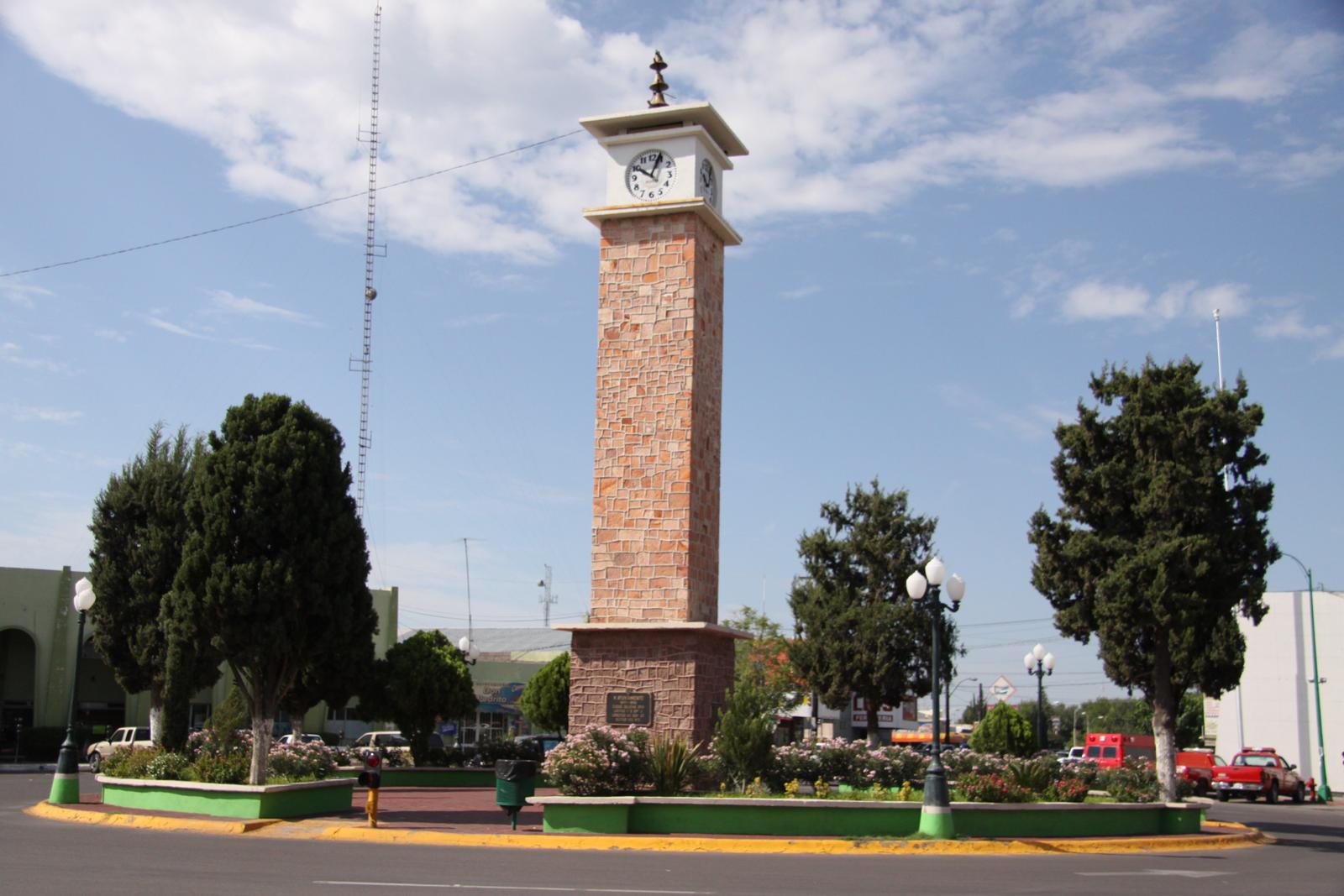
Das Wahrzeichen von Delicias: Reloj Publico

Die Stadt Delicias mit 128.548 Einwohnern (Stand 2020) liegt zentral im mexikanischen Bundesstaat Chihuahua. Sie grenzt im Norden an Meoqui, im Osten und Süden an Saucillo und im Westen an die Gemeinde Rosales. Die Metropolregion Delicias-Meoqui hat 195.359 Einwohner (Stand 2020) und liegt auf nördlicher Breite 28 ° 11 " und westlicher Länge 105 ° 28" auf einer Höhe von 1170 Metern über dem Meeresspiegel. Mit einer Bevölkerungsdichte von 257,86 Einwohnern/km² und einer Wachstumsrate von + 2,34 % pro Jahr ist sie nach den Metropolregionen Juárez und Chihuahua die drittgrößte des Bundesstaates. Die Reloj Público gilt als Wahrzeichen der Stadt.

## Geschichte
Am 1. April 1933 um 10:59 Uhr morgens begann die Gründung von Ciudad Delicias durch General Eliseo Campos Arroyos. Nach seinem Landwirtschaftsstudium in Chicago hegte er lange Zeit den Traum ein landwirtschaftliches Gebiet in der Zentralregion des Bundesstaates Chihuahua zu entwickeln. Als er später das Amt des Gouverneurs des Bundesstaates Chihuahua übernahm, bildete er den Bewässerungsbezirk 05 und förderte damit die Entwicklung von Ciudad Delicias. Markant ist das kartesische Straßennetz der Stadt, welche durch die ringförmige Hauptstraße Av. Agricultura durchkreuzt wird. Der Ingenieur Pedro Esmeralda García bereitete hierfür mit seinem Arbeitstross das Fundament vor.
Am 7. Januar 1935 erließ die ständige Kommission des XXXVI. Staatskongresses das Dekret zur Gemeindegründung. Die erforderlichen Flächen wurden von den umliegenden Gemeinden Rosales, Saucillo und Meoqui übernommen. Erster Bürgermeister wurde Manuel Chávez Fernández vom 7. Januar bis 30. Juni 1935. Sein Stellvertreter wurde Melchor Meza Grajeda. Das erste Gymnasium der Stadt Leyes de Reforma wurde im Jahre 1945 gegründet und gilt heute noch als eines der besten in der Region.
Am 11. Oktober 1957 wurde der neue Bahnhof gemeinsam durch den Generaldirektor Roberto Amoros der mexikanischen Eisenbahngesellschaft Ferrocarriles de México, den Gouverneur von Chihuahua Teófilo R. Borunda und den Bürgermeister Antonio Gutiérrez Christiansen eingeweiht. Dem Spektakel wohnten auch etliche bekannte Persönlichkeiten aus Handel, Bankwesen und Industrie bei. Der neue Bahnhof in der Calle Central y Avenida Séptima norte-oriente ersetzte den alten Nordbahnhof, welcher angeblich wegen seiner Hässlichkeit Tage zuvor absichtlich in Brand gesteckt worden sein soll.

### Zeittafel
- 1932: Das Bewässerungssystem 05 wird eingerichtet.
- 1935: Gemeindegründung per Dekret am 7. Januar.
- 1939: Die industrielle Entwicklung beginnt durch die Ansiedlung von baumwollverarbeitenden Unternehmen und Speiseölproduzenten.
- 1954: Am 15. Januar bewaffneter Aufstand gegen Präsident Adolfo Ruiz Cortines unter der Führung von Emiliano Julio Laing mit Unterstützung von General Miguel Henríquez Guzmán.
- 1960: Der Staatskongress verleiht Delicias am 29. Oktober das Stadtrecht.
- 1980: Beginn der Textilexportindustrie in Delicias.
- 2008: Der 75. Jahrestag der Gründung; Start der Erweiterung der Ave. Fernando Baeza, einer Schnellstraße südlich der Stadt. Der Campus 13 des Colegio de Bachilleres del Estado de Chihuahua wird gegründet.
- 2013: Mit den Gründungsfeierlichkeiten zum 80. Jahrestag wird mit dem Bau des Sportzentrums neben dem Gran Estadio de Delicias begonnen.
- 2014: Entlang der Av. Rio Conchos-Sektors Ote wird eine dritte Brücke über die Bahngleise gebaut.
- 2018: Die Gemeinden Delicias und Meoqui werden zu einer neuen Metropolregion zusammengefasst.

## Klima
Das Klima ist halbtrocken und schwankt um den durchschnittlichen Jahresniederschlag von 334 mm. Im Schnitt regnet es an 41 Tagen im Jahr bei einer relativen Luftfeuchtigkeit von 45 %. Die Winter sind mild mit häufigem Frost zwischen November und Februar, wobei der Januar der kälteste Monat mit Tiefstwerten von 1 °C ist. Im Frühjahr treten häufig starke Winde auf, die durch die letzten Kaltfronten verursacht werden. Der wärmste Monat ist der Juni mit Höchstwerten um die 35 °C. Die Regenzeit fällt mit dem nordamerikanischen Monsun zwischen Juli und September zusammen.

## Wirtschaft
In der ursprünglich landwirtschaftlich geprägten Gegend nimmt mittlerweile der Gewerbe- und Dienstleistungssektor den Hauptanteil ein. Delicias ist für seine Möbelindustrie über die Landesgrenzen hinaus bekannt. Die örtliche Landwirtschaft basiert auf dem Anbau von Walnüssen, Chili, Tomaten, Zwiebeln und Erdnüssen, da der Preis für Baumwolle über die Jahre gesunken ist. Des Weiteren ist Delicias der größte Produzent von Rindermilch im Bundesstaat.

## Sehenswürdigkeiten
Durch Bewerbung seiner natürlichen Attraktionen, der Gastronomie und seiner Museen versucht Delicias den Tourismus als zusätzliches wirtschaftliches Standbein zu etablieren.

### Reloj Público
Der Uhrturm, der im ursprünglichen Stadtzentrum stand, ist das Wahrzeichen der Stadt und wurde 1949 während der Amtszeit des Bürgermeisters Emiliano J. Laing eingeweiht. Der Turm ist an den Himmelsrichtungen und dem kartesischen Stadtplan ausgerichtet. Jährlich trifft sich die Bevölkerung in der Nacht des 15. September zum Treueschwur der mexikanischen Unabhängigkeit.

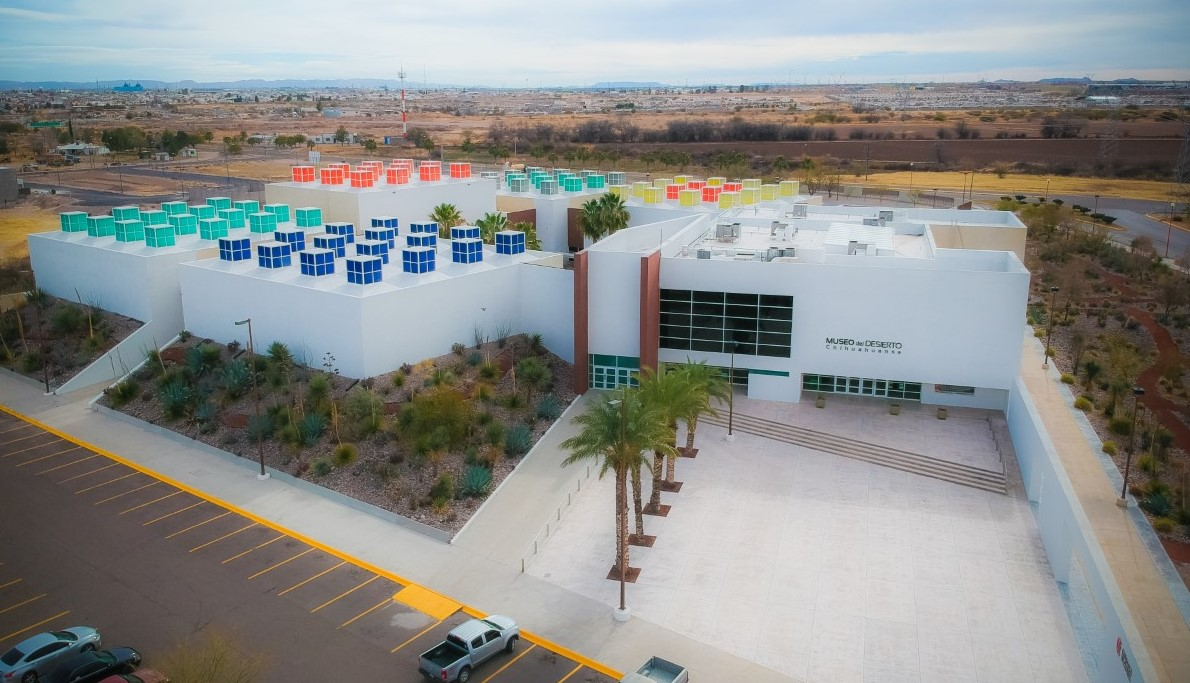
Museo del Desierto Chihuahuense

### El Museo del Desierto Chihuahuense
Das Museum befasst sich mit der Ökologie und Geographie der Chihuahua-Wüste. In einer Wechsel- und vier Dauerausstellungen wird die Geschichte der Chihuahua-Wüste und deren Bewohner von der Eiszeit bis zur Gegenwart dargestellt.

### Hacienda de Chihuahua
Auf dem Landgut wird der für Chihuahua typische Sotol produziert. Das hochprozentige alkoholische Getränk wird aus der gleichnamigen Sorte der Agavenpflanze, ähnlich dem Mezcal, destilliert. Auf dem Bauernhof werden Touren angeboten, auf denen der handwerkliche Herstellungsprozess des Getränks erklärt wird und die mit einer Verkostung enden.

### Museo de Paleontología
Im paläontologischen Museum der Stadt werden sieben Originalskelette von Dinosauriern ausgestellt, welche alle aus Fundorten aus der Gegend stammen. Darunter befindet sich auch das erste entdeckte Hadrosaurierskelett. Die Ausstellung wird ergänzt durch Sammlungen von versteinerten Schnecken, Fischen, Pflanzen sowie von Skeletten eines Mammuts und eines Grauwals.

### Die ehemaligeHacienda La Polvosa
Sie wurde 1888 von deutschen Einwanderern erbaut und gilt als ältestes Bauwerk. Derzeit beherbergt es das Hotel del Norte und ähnelt einem Museum, da es durch viele Originalstücke und Möbel eine Atmosphäre des frühen 20. Jahrhunderts versprüht. Zum Hotel gehört die berühmte Bar 1888, der Mr. Wilson Nachtclub, ein Pool und eine Voliere. Des Weiteren wird mexikanisches Kunsthandwerk angeboten.

### Meoqui
Im Nachbarort von Delicias kann die schöne Kirche Templo de San Pablo bewundert werden, welche zwischen 1862 und 1869 erbaut wurde. In dem Zusammenhang muss auch die Casa Valenzuela erwähnt werden, in der der damalige Präsident der mexikanischen Republik, Don Benito Juárez, eine Nacht auf seiner Pilgerreise nach Nordmexiko verbracht hat. In Meoqui befindet sich auch die größte Brauerei Heinekens in Mexiko, mit einer jährlichen Kapazität von sechs Millionen Hektolitern.

### Presa La Rosetilla
Der Stausee dient zur Wasserregulierung des Río Conchos, des längsten Flusses des Bundesstaates. Entlang seines Ufers wurden Restaurants errichtet, in denen gebratener Fisch und El Caldo de Oso als Spezialität serviert werden.

## Sport
Sportlich bietet Delicias jeweils eine Baseball- und Basketballmannschaft in den Regionalligen Liga Estatal de Béisbol de Chihuahua und Liga de Básquetbol Estatal de Chihuahua.
Die Basketballmannschaft Los Pioneros de Delicias erreichte in der Saison 2019 den zweiten Platz.
In der Region nimmt Baseball mit der Mannschaft Los Algodoneros de Delicias einen hohen Stellenwert ein. Mit 13 Titeln spielt die Mannschaft seit 1957 erfolgreich in der Liga Estatal de Béisbol de Chihuahua. 2003 wurde das Gran Estadio de Delicias mit einer Kapazität von 4322 Personen eingeweiht, um den Stellenwert des Sports in der Region zu unterstreichen.

## Persönlichkeiten
- Alfredo Espinoza, Schriftsteller
- Carmen Cardenal, Ranchera-Sängerin und Schauspielerin
- Gabriela Reyes Roel, Schauspielerin
- Gerardo Herrera Corral, Physiker
- Jahir Barraza, Fußballspieler
- Jesús Gardea Rocha, Schriftsteller
- Ed Maverick, Sänger